# Základní zákon: Jeruzalém

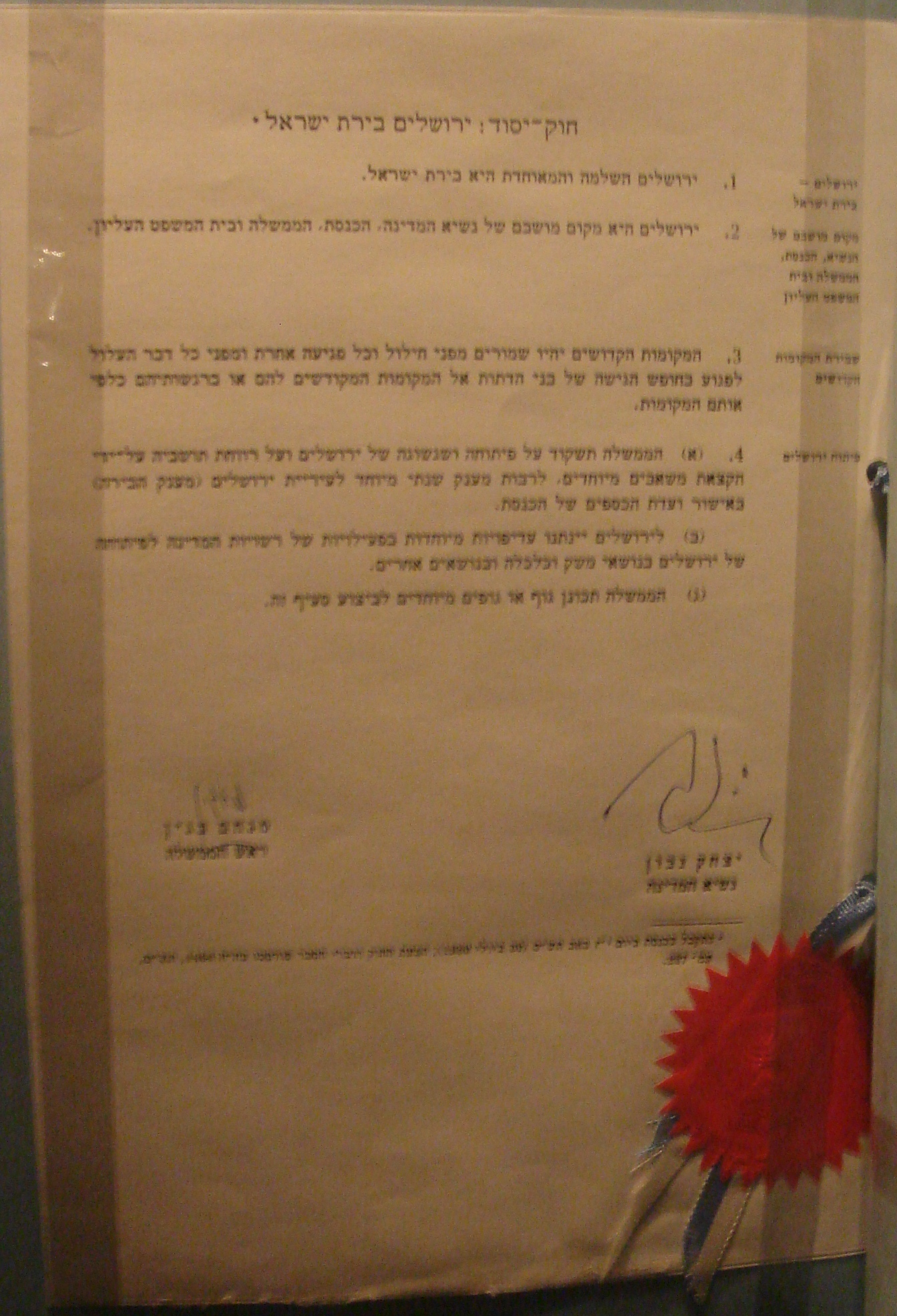
Originální dokument základního zákona Jeruzalém

Jeruzalémský zákon (celým názvem Základní zákon – Jeruzalém, hlavní město Izraele) je základním zákonem Izraele, který prohlásil Jeruzalém za hlavní město Izraele a který byl schválen Knesetem 30. července 1980 (17. avu 5740) a byl publikován ve sbírce zákonů 5. srpna 1980 (23. avu 5740).
Rezoluce RB OSN č. 478 chápe vyhlášení tohoto zákona jako porušení mezinárodního práva a tento zákon neuznává. Po vyhlášení zákona Organizace spojených národů vyzvala členské státy k přesunutí ambasád z Jeruzaléma. Rezoluce 478 rovněž „nejdůrazněji odsoudila přijetí izraelského zákona prohlašujícího změnu statusu Jeruzaléma“, zatímco rezoluce RB 2334 z roku 2016 odsoudila všechny izraelské osady na okupovaném území včetně východního Jeruzaléma. O třicet osm let později však Spojené státy 14. května 2018 přemístily své izraelské velvyslanectví z Tel Avivu do Jeruzaléma a podobné záměry vyjádřily i další země, včetně Paraguaye a Česka.

## Text zákona
| Základní zákon: Jeruzalém, hlavní město Izraele      | |
| Jeruzalém, hlavní město Izraele:                     | 1. Jeruzalém, celý a sjednocený, je hlavním městem Izraele. |
| Sídlo prezidenta, Knesetu, vlády a Nejvyššího soudu: | 2. Jeruzalém je sídlo prezidenta státu, Knesetu, vlády a Nejvyššího soudu. |
| Ochrana posvátných míst:                             | 3. Posvátná místa budou ochráněna před znesvěcením a jiným zneuctěním a před porušováním svobody přístupu osob různého vyznání k místům pro ně svatým nebo jejich cítění k těmto místům.                                                                   |
| Rozvoj Jeruzaléma:                                   | 4. (a) Vláda poskytne pro rozvoj a prosperitu Jeruzaléma a blahobyt jeho obyvatel přidělení speciálních fondů včetně speciálního ročního příspěvku Jeruzalémské radnici (Dotace hlavního města) se souhlasem finanční komise Knesetu.                      |
|                                                      | (b) Jeruzalému bude dána zvláštní priorita v aktivitách představitelů státu, tak jako i v dalším jeho vývoji v ekonomických a jiných oblastech. |
|                                                      | (c) Vláda vytvoří zvláštní orgán nebo zvláštní orgány pro implementaci této části. |
| Dodatek č. 1 (schválen Knesetem 27. listopadu 2000)  | |
| Oblast jurisdikce Jeruzaléma                         | 5. Jurisdikce Jeruzaléma zahrnuje, pokud jde o tento základní zákon, mimo jiné celou oblast popsanou v dodatku prohlášení rozšiřujícího hranice městského Jeruzaléma počínaje 20. sivanem 5727 (28. červnem 1967), jak bylo dáno podle městského nařízení. |
| Zákaz převodu pravomoci                              | 6. Žádná pravomoc stanovená v zákonech Státu Izrael nebo Jeruzalémského města nesmí být převedena trvale ani na stanovenou dobu na cizí subjekt, ať už politický, vládní nebo jakýkoli jiný podobný typ cizího subjektu.                                   |
| Zakotvení                                            | 7. Články 5 a 6 nemohou být měněny jinak než základním zákonem schváleným většinou členů Knesetu. |

Menachem Begin, ministerský předseda
Jicchak Navon, prezident